# Wilhelm Kutta

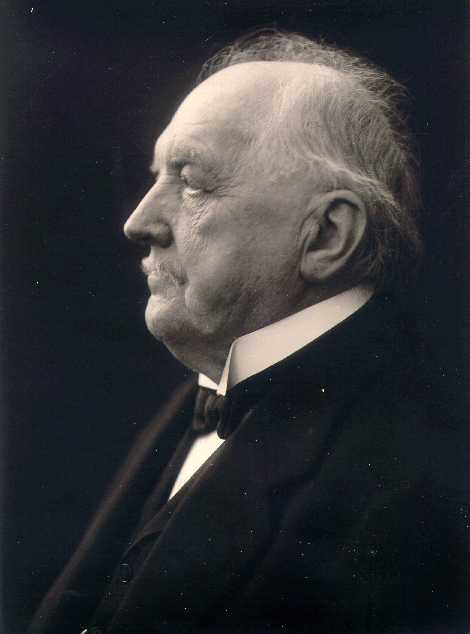
Martin Wilhelm Kutta ca. 1925

Martin Wilhelm Kutta (* 3. November 1867 in Pitschen, Oberschlesien; † 25. Dezember 1944 in Fürstenfeldbruck) war ein deutscher Mathematiker.

## Leben
Kutta besuchte von 1875 bis 1885 das Realgymnasium zum Heiligen Geist in Breslau. Von 1885 bis 1889 studierte er dann an der Universität Breslau und von 1891 bis 1894 Mathematik, Physik und Astronomie an der Universität München. 1894 legte er die Staatsprüfung für das höhere Lehramt in Mathematik und Physik in Bayern ab. Daran anschließend war Kutta bis 1902 Assistent für höhere Mathematik an der Technischen Hochschule München unter der Regie von Walther von Dyck, mit Unterbrechung von einem halben Jahr 1898, welches er an der Universität Cambridge verbrachte.
Auf Grund des noch fehlenden Promotionsrechtes der Technischen Hochschule München promovierte Kutta mit seiner Arbeit zur näherungsweisen Integration totaler Differentialgleichungen im Juli 1900 an der Universität München bei Ferdinand Lindemann und Gustav Bauer. Zwei Jahre später habilitierte sich Kutta an der Technischen Hochschule München für angewandte und reine Mathematik. Dort war er zunächst Privatdozent für angewandte und reine Mathematik, bis er 1907 zum außerordentlichen Professor ernannt wurde. Im Frühjahr 1909 erhielt Kutta dann einen Ruf als außerordentlicher Professor an die Universität Jena, im Dezember 1910 als ordentlicher Professor an die RWTH Aachen.
Kuttas Augenmerk lag auf der Ausbildung von Lehramtskandidaten und Ingenieuren. In seinem Unterricht nahm er stets Bezug auf Physik und Technik, betonte die geometrische Veranschaulichung und weckte damit auch bei den Ingenieuren Interesse für die Mathematik. Nicht zuletzt waren 1912 die vielen Lehramtskandidaten an der Technischen Hochschule Stuttgart der Grund für seinen Wechsel dorthin. In der Stellung eines ordentlichen Professors blieb er in Stuttgart bis zu seiner Emeritierung 1935.

## Leistungen
- Kutta-Schukowski-Transformation, Satz von Kutta-Joukowski: In seiner Habilitationsschrift entwickelte Kutta 1902 mit Hilfe konformer Abbildungen das Grundgesetz für den Auftrieb bei ebenen Strömungsvorgängen. Damit war erstmals zumindest eine theoretische Näherungsberechnung für die Auftriebskraft an gewölbten Tragflügelprofilen von Flugzeugen möglich. Allerdings veröffentlichte Kutta diese Arbeit nur in Auszügen. Etwas später fand auch der russische Mathematiker Nikolai Jegorowitsch Schukowski unabhängig von Kutta dieselben Zusammenhänge.
- Runge-Kutta-Verfahren, Klassisches Runge-Kutta-Verfahren: Kutta hat in seiner Dissertation 1900 ausgehend von einem 1895 veröffentlichten Lösungsansatz zur näherungsweisen Berechnung von Differentialgleichungen des Mathematikprofessors Carl Runge diesen Ansatz unter den Gesichtspunkten einfacher Anwendung und hoher Genauigkeit weiterentwickelt.

## Schriften (Auswahl)
- Zur Theorie des Stefan’schen Calorimeters. In: Annalen der Physik und Chemie. 54. Jg., 1895, S. 104–129.
- Geometrie mit constanter Zirkelöffnung im Altertum. In: Bibliotheca Mathematica. Folge 2, 10, Stockholm, 1896, S. 16.
- Zur Geschichte der Geometrie mit constanter Zirkelöffnung. In: Nova acta, Abhandlung der Kaiserlichen Leopold-Carolinischen Deutschen Akademie der Naturforscher. 71. Jg., Nr. 3, Halle 1897, S. 69–101.
- Der Gepatschferner im Jahre 1896. In: Mitteilungen des Deutschen und Oesterreichischen Alpen-Vereins. 27. Jg., 1901, S. 133–135.
- Elliptische und andere Integrale bei Wallis. In: Bibliotheca mathematica, Zeitschrift für Geschichte der mathematischen Wissenschaften. 3. Folge, 2. Jg., Leipzig 1901, S. 230–234.
- Beitrag zur näherungsweisen Integration totaler Differentialgleichungen. Leipzig 1901 (Dissertation Ludwig-Maximilians-Universität München). Auch veröffentlicht in: Zeitschrift für Mathematik und Physik. 46. Jg., Heft 4, 1901, S. 435–453.
- Über die Strömung einer Flüssigkeit um in sie verankerte zylindrische Flächen und den Druck, den diese dabei erfahren. München 1902 (Habilitationsschrift). Auszug veröffentlicht unter Auftriebskräfte in strömenden Flüssigkeiten. In: Illustrirte aëronautische Mittheilungen. 6. Jg., Heft 3, Juli 1902, S. 133–135.
- Anhang (Ausführungen über Verwendung von Näherungsformel zur Integration totaler Differentialgleichungen für Differentialgleichungssysteme ersten Grades). In: Robert Emden: Gaskugeln. Leipzig/ Berlin 1907, S. 92–95.
- Über eine mit den Grundlagen des Flugproblems in Beziehung stehende zweidimensionale Strömung. In: Sitzungsberichte der Königlich Bayerischen Akademie der Wissenschaften, Mathematisch-physikalische Klasse. Band 1910/2, München 1910, S. 1–58.
- Über ebene Zirkulationsströmungen nebst flugtechnischen Anwendungen. In: Sitzungsberichte der Bayerischen Akademie der Wissenschaft, Mathematisch-physikalische Klasse. Band 1911/3, München 1911, S. 65–125.
- Ballonphotogrammetrie. In: Moedebecks Taschenbuch zum praktischen Gebrauch für Flugtechniker und Luftschiffer. 2. Auflage. Berlin 1904, S. 221–236 und 3. Auflage, Berlin 1911, S. 195–214.